# أليكساندر انجلوا
أليكساندر انجلوا (بالفرنسية: Alexandre Langlois)‏ هو لغوي ومترجم فرنسي، ولد في 4 أغسطس 1788 في باريس في فرنسا، وتوفي في 11 أغسطس 1854 في نوجينت سور مارن في فرنسا.